# HIP 79098
HIP 79098 é uma estrela binária na constelação de Scorpius. Tem uma magnitude aparente visual de 5,88, sendo visível a olho nu apenas em céus muito escuros. Com base em medições de paralaxe pela sonda Gaia, está localizada a aproximadamente 500 anos-luz (154 parsecs) da Terra.
O sistema é formado por uma estrela quimicamente peculiar de tipo B, mais uma companheira espectroscópica de tipo desconhecido. Outras duas estrelas anãs vermelhas afastadas podem fazer parte do sistema, a separações de 9500 e 12900 UA. Em 2019, uma anã marrom foi descoberta orbitando o par de estrelas a uma distância de aproximadamente 350 UA.

## Sistema estelar
Este é um sistema estelar jovem, pertencente ao subgrupo Scorpius Superior da associação Scorpius–Centaurus, a associação OB mais próxima do Sol. Essa é uma associação de estrelas com origem e movimento pelo espaço comuns. O subgrupo Scorpius Superior é o mais jovem da associação e tem uma idade estimada de aproximadamente 10 milhões de anos, que é portanto a idade de HIP 79098.
HIP 79098 tem um tipo espectral de B9V, indicando que a estrela primária é uma estrela de classe B da sequência principal. O espectro do sistema é complexo e já foi classificado também como B9 Mn P Ga, e B9IVn+Ap(Si)s. A primária é uma estrela quimicamente peculiar do tipo HgMn (estrela de mercúrio-manganês), possuindo linhas espectrais fortes de manganês e gálio, e linhas fracas de hélio. Ela é também uma estrela variável, oscilando entre magnitudes 5,87 e 5,90 com um período de 2,69 dias, sendo classificada como uma variável α2 Canum Venaticorum. Um período secundário de 0,28 dias também foi detectado. Esses ciclos de variabilidade podem ser causados pela rotação da estrela ou por pulsações. A massa da estrela primária é estimada em cerca de 2,5 vezes a massa solar.
O espectro do sistema possui as linhas de uma segunda estrela, tornando HIP 79098 uma binária espectroscópica de linha dupla. Embora sua natureza exata seja desconhecida, essa estrela secundária provavelmente tem uma massa elevada, podendo ser quase tão massiva quanto a primária. A velocidade radial da estrela primária parece ter grandes variações causadas pela órbita do sistema, mas diferentes estudos dão resultados contraditórios sobre o tamanho dessas variações, portanto não é possível determinar os parâmetros básicos do sistema como massa das estrelas e órbita. A presença da estrela companheira também é evidenciada pelos dados astrométricos das sondas Hipparcos e Gaia, que possuem uma grande anomalia em relação à hipótese de movimento próprio constante.
Outras duas estrelas próximas a HIP 79098 no céu possuem movimento próprio e distâncias similares aos de HIP 79098 e portanto podem fazer parte do sistema. Ambas são anãs vermelhas de baixa massa e também são membros confirmados da associação Scorpius–Centaurus. A primeira tem um tipo espectral de M5 e está separada de HIP 79098 por 65 segundos de arco, ou 9500 UA. A segunda é mais brilhante e tem um tipo espectral de M3.25, estando a uma separação de 88 segundos de arco, ou 12900 UA.

## Anã marrom
Em 2019 foi publicada a descoberta de uma anã marrom orbitando HIP 79098, como parte da pesquisa BEAST, que busca planetas ao redor de estrelas de tipo B na associação Scorpius–Centaurus. Esse objeto foi identificado em imagens antigas de 2000 pelo telescópio de 3,6 metros do ESO, de 2004 pelo instrumento NACO no Very Large Telescope, e de 2015 pelo instrumento SPHERE no Very Large Telescope. Estudos anteriores notaram o objeto, mas o consideraram vermelho demais para pertencer ao sistema HIP 79098, então ele foi classificado como uma estrela de fundo. O estudo de 2019 combinou todas as observações do objeto e mostrou que ele possui movimento próprio igual ao de HIP 79098, confirmando que está associado fisicamente ao sistema.
Denominada HIP 79098 (AB)b, a anã marrom é circumbinária e foi observada a uma separação de 2,4 segundos de arco do par central de estrelas, o que equivale a 345 ± 6 UA. Sua cor é mais vermelha que a esperada para um objeto de sua luminosidade, o que é típico de anãs marrons jovens e explica por que HIP 79098 (AB)b não foi detectada nos estudos anteriores. Sua luminosidade e cor são consistentes com um tipo espectral de M9–L0, massa de 15–26 vezes a massa de Júpiter, e temperatura efetiva de 2300–2600 K.
A razão de massas entre HIP 79098 (AB)b e a estrela binária central é estimada em 0,3–1%. Esse valor baixo é similar ao de alguns planetas massivos, e pode sugerir que HIP 79098 (AB)b representa o limite da população planetária, ao invés de ter se formado como uma estrela.